# 埃吉耶尔
埃吉耶尔（法語：Eyguières，法語發音：[ɛɡjɛʁ]）是法国罗讷河口省的一个市镇，属于普罗旺斯地区艾克斯区。

## 地理
埃吉耶尔（43°41'43"N, 5°1'52"E）面积68.75 平方千米，位于法国普罗旺斯-阿尔卑斯-蓝色海岸大区罗讷河口省，该省份为法国东南部沿海省份，北起沃克吕兹省，西接加尔省，南濒地中海，东临瓦尔省。
与埃吉耶尔接壤的市镇（或旧市镇、城区）包括：欧雷耶、埃加利耶尔、拉马农、奥尔贡、圣马丹德克罗、普罗旺斯地区萨隆、塞纳斯。

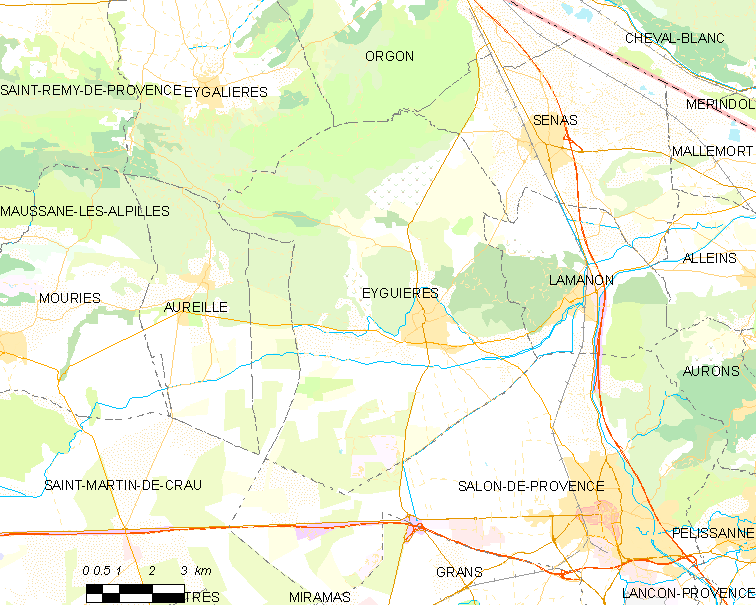
埃吉耶尔的OSM定位图

埃吉耶尔的时区为UTC+01:00、UTC+02:00（夏令时）。

## 行政
埃吉耶尔的邮政编码为13430，INSEE市镇编码为13035。

## 政治
埃吉耶尔所属的省级选区为普罗旺斯地区萨隆第一县。

## 人口

1962-2008年间埃吉耶尔人口变化图示

埃吉耶尔于2022年1月1日时的人口数量为6915人。